# Federico I di Ratisbona
Federico I di Ratisbona (1005 – Abbazia di San Biagio nella Foresta Nera, 1075) fu Domvogt di Ratisbona. Egli è uno degli antenati più antichi rintracciabili degli Andechs.
È da identificare con il conte Federico III di Dießen ed è considerato uno dei più antichi rappresentanti dimostrabili della sua stirpe, discendente del santo Rasso. Suo padre era il conte Federico II († intorno al 1030), che amministrava l'area intorno a Dießen e Haching, mentre sua madre non è nota, forse Emma di Svevia, figlia del duca di Svevia Corrado I della stirpe dei Corradini.
Federico si sposò tre volte: dapprima con Hadamut (1060), figlia di Eberardo di Eppenstein, poi in seconde nozze con Irmgarda di Gilching e infine con Tuta, erede del Domvogt Arduico/Hartwig I di Ratisbona.
Nel 1035 divenne Domvogt di Ratisbona e nel 1055 conte sul Sempt. Morì nel 1075 come monaco laico (converso) nell'abbazia di San Biagio nella Foresta Nera.

## Discendenza
- Hadamut (1060), figlia di Eberardo di Eppenstein; essi ebbero una figlia:
  - Haziga, conosciuta anche come Hadegunde, sposò in prime nozze Ermanno di Kastl e in seconde nozze Ottone I, conte di Scheyern
- Irmgarda di Gilching; essi ebbero:
  - Arnolfo/Arnoldo, successe al padre come conte di Dießen;
  - Uta ⚭ Cuno I di Rott (presunto)[1], conte palatino di Baviera;
  - Federico II di Ratisbona, Domvogt di Ratisbona ⚭ Adelaide, figlia di Ulrico I di Carniola, della stirpe dei conti di Weimar; ella, alla morte di Federico, si risposò con Udalschalk, conte di Lurngau;
  - Meginardo IV, conte di Gilching;
  - Hemma;
  - Liutgarda ⚭ conte Adalberto I di Bogen;
  - Bertoldo I di Schwarzenburg.
- Tuta, una figlia ed erede del Domvogt Arduico/Hartwig I di Ratisbona. I due non ebbero figli